# Amazilia
Amazilia är ett släkte med fåglar i familjen kolibrier. Tidigare omfattade det ett 30-tal arter. Genetiska studier har dock visat att Amazilia är kraftigt parafyletiskt gentemot släktena Trochilus, Leucochloris, Chrysuronia, Lepidopyga, Hylocharis och Chlorestes. Den stora merparten av arterna har därför flyttats till andra släkten. I begränsad mening omfattar numera Amazilia endast följande fyra arter:
- Kanelsmaragd (A. rutila)
- Yucatánsmaragd (A. yucatanensis)
- Roststjärtad smaragd (A. tzacatl)
- Hondurassmaragd (A. luciae)

Hondurassmaragden har inte testats genetiskt och kan därför möjligen flyttas till andra släkten i framtiden.